# Diplomatic Society of St. Gabriel

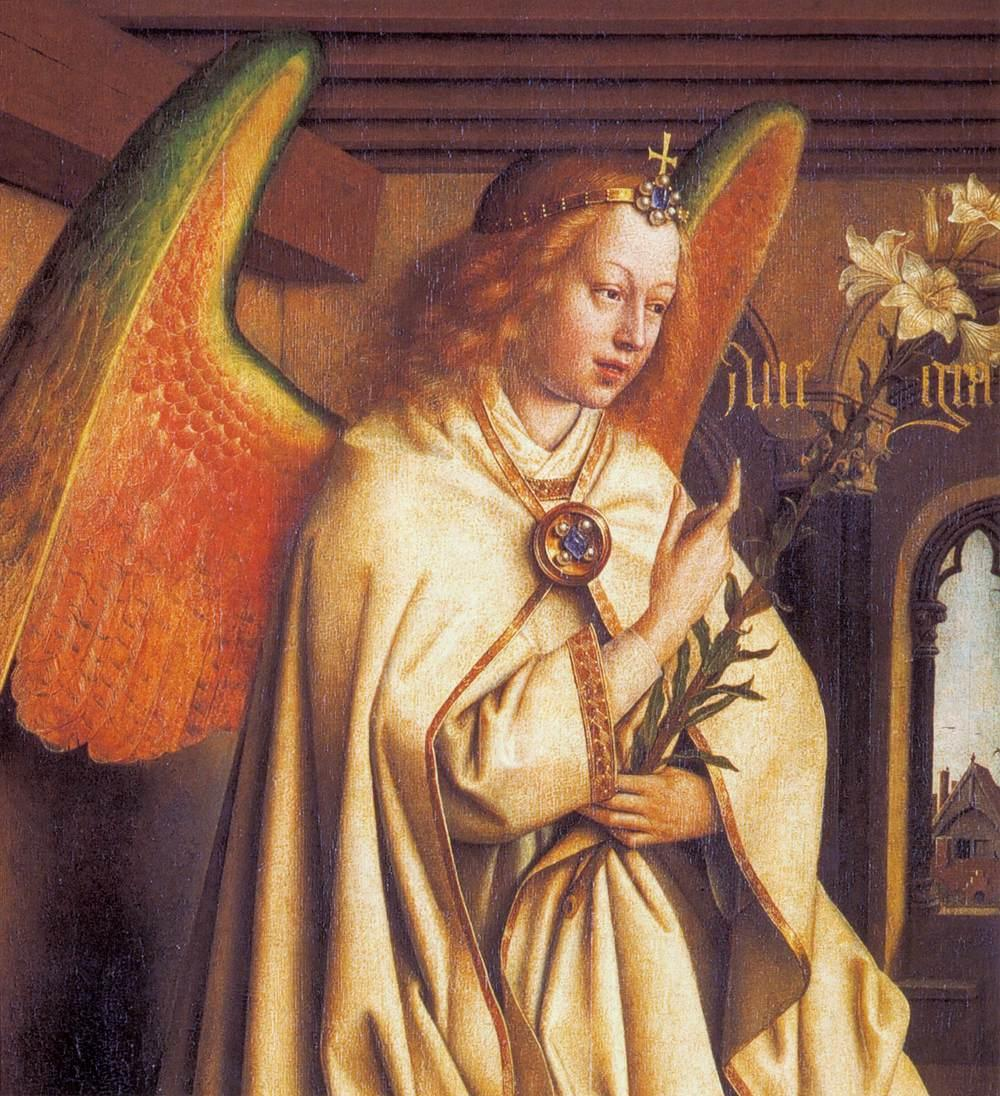
Erzengel Gabriel (Jan van Eyck)

Die Diplomatic Society of St. Gabriel (auch: Knights of St. Gabriel; Abkürzung: DSSG; deutsch: Diplomatische Gesellschaft St. Gabriel) ist eine römisch-katholische Bruderschaft von Diplomaten und Konsuln. Der als Vereinigung von Gläubigen organisierte Zusammenschluss ist dem Frieden und der Menschlichkeit verpflichtet, er wurde 1996 in der UN in New York City gegründet und hat den international anerkannten Status einer gemeinnützigen Organisation.

## Schutzpatron und Motto
Zum Schutzpatron wählte sich die Bruderschaft den Erzengel Gabriel, der als der „Gesandte Gottes“ von den Christen, den Muslims und den Juden anerkannt wird und symbolisiert gleichzeitig den universalen interreligiösen Dialog.  Das Motto heißt "Pro Deo Et Mundo" (deutsch: „Für Gott und die Welt“). 

Flagge der Vereinten Nationen

## Geschichte
Die heutige „Diplomatic Society of St. Gabriel“ wurde am 29. September 1996 als „Diplomatic Order of the Knights of Saint Gabriel“ im Hauptquartier der Vereinten Nationen in New York City gegründet. Sie wurde als eine Bruderschaft gegründet und richtete sich nach den Richtlinien der International Alliance of Catholic Knights (IACK). Zu den Gründungsmitgliedern  gehörten fünf Botschafter und 17 weitere diplomatischer Vertreter oder Repräsentanten an. Die Diplomatische Gesellschaft stiftete eine UN-Auszeichnung für die  Philippinischen Militärkontingente  (Friedenstruppen der Vereinten Nationen), welche für humanitäre Missionen in Ost-Timor, im Irak, in Kambodscha, Afghanistan, Elfenbeinküste und im Kosovo eingesetzt waren. Die weiblichen Mitglieder der Gesellschaft sind parallel als Dames of St. Gabriel (deutsch: Damen von St. Gabriel) organisiert. Die Jugendorganisation firmiert unter der Bezeichnung  Squires of St. Gabriel (deutsch: Junker von St. Gabriel).

## Geistliche Ausrichtung
Der Ordensprovinzial der Franziskaner (OFM) in Nordamerika Pater Patrik Greenough OFM Conv, der gleichzeitig als nordamerikanischer Präsident der MI fungiert, ist der „spirituale“ Schirmherr der diplomatischen Gesellschaft. Die geistliche Bewegung ist durch die Franziskaner und deren Ordensregeln geprägt und beinhaltet Nächstenliebe und Glauben. Sie ist mit der Pflicht zur Sorgfalt beim Umgang mit den Armen und Kranken, den Einwanderern und Flüchtlingen und dem Eintreten für die grundlegenden Menschenrechte. Die Mitglieder sollen ein Beispiel für ihre Freunde, Familien und ihre Gemeinschaft abgeben. Die Gesellschaft lebt von und mit der diplomatischen Tradition und möchte mit ihrem Wissen und Können humanitäre Hilfe leisten. Sie möchte auch, soweit es möglich und erwünscht ist, juristische Hilfe für Betroffene leisten, zur Deeskalation von Konflikten beitragen und friedensbildend vermitteln.

## Aufgaben
Die katholische  und diplomatische Gesellschaft tritt für einen universalen gerechten Frieden ein, hierzu arbeitet sie im Rahmen des Betätigungsfeldes der Vereinten Nationen. Sie will als eine brüderliche Nichtregierungsorganisation mit Diplomaten und anderen internationalen Vertretungen zusammenarbeiten. Sie unterstützt Projekte, die der humanen und globalen Initiative dienen und friedensbildend unterstützen. Sie wollen ihre Mitglieder im diplomatischen Dienst hilfsbereite Bildung und professionelle diplomatische Hilfe anbieten. Sie können eigene Teams zusammenstellen, die in Krisen-  und Katastrophen Gebieten humanitäre Hilfe leisten.

## Mitgliedschaften
In erster Linie gehören der Vereinigung  katholische Mitarbeiter im diplomatischen und konsularischen  Corps an. Der höchste diplomatische Repräsentant der DSSG ist der Ständige Vertreter des Heiligen Stuhls beim Büro der Vereinten Nationen in Genf, Erzbischof Ivan Jurkovič. Nicht katholische Kandidaten können als Ehrenmitglieder in die Gesellschaft aufgenommen werden. Die Bruderschaft hat Mitbrüder (Conoeurs) aus Albanien, Argentinien, Österreich, Belgien, Brasilien, Bulgarien, Kambodscha, Kanada, Chile, Dominikanische Republik, El Salvador, Georgien, Guatemala, Ungarn, Irland, Italien, Jamaika, Niederlande, Nicaragua, Nigeria, Liberia, Malta, Marschall-Inseln, Mexiko, Mikronesien, Monaco, Mosambik, Peru, Philippinen, Polen, Portugal, Russland, Seychellen, Slowakei, Souveräner Malteserorden, Südafrika, Spanien, Schweiz, Thailand, Türkei, Ukraine, USA und Venezuela. Als weiteres können Mitglieder aus staatlichen und gesellschaftlichen Organisationen aufgenommen werden, dazu gehören auch das Sekretariat der Vereinigten Nationen, UN-Kommissionen und Mitglieder regierender Königshäuser.

## Organisation und Zusammenarbeit
Die diplomatische Gesellschaft ist eine gemeinnützige Organisation und trägt sich wirtschaftlich durch die Mitgliedsbeiträge (50,00 USD/Jahr) und Spenden. Die Aufnahmegebühr beträgt einmalig 200,00 USG. In die Gesellschaft können auch Fördermitglieder aufgenommen werden, deren Jahresbeitrag beträgt 100,00 USD. Die Gesellschaft St. Gabriel ist assoziiertes Mitglied der International Alliance of Catholic Knights und arbeitet eng mit der von Pater Maximilian Kolbe gegründeten franziskanischen Organisation Militia Immaculatae (Abkürzung: MI, deutsch: Soldaten der Unbefleckten). Die Gesellschaft ist Mitglied der  Internationalen Nichtregierungsorganisation, sie  arbeitet mit dem US-amerikanischen Militärordinariat in Washington, D.C. zusammen, unterstützt partnerschaftlich das Erzbistum Manila und ist ebenfalls in der UNESCO vertreten.